# Kerstin Behrendt
Kerstin Behrendt (República Democrática Alemana, 2 de septiembre de 1967) fue una atleta alemana, especializada en la prueba de 4 x 100 m en la que llegó a ser subcampeona mundial en 1987.

## Carrera deportiva
En el Mundial de Roma 1987 ganó la medalla de plata en los relevos 4 x 100 metros, con un tiempo de 41.95 segundos, tras Estados Unidos y por delante de la Unión Soviética, siendo sus compañeras de equipo: Silke Gladisch, Cornelia Oschkenat y Marlies Göhr.